# Кока (рослина)
Кока (Erythroxylum coca) — рослина родини Erythroxylaceae, походить з північно-західної Південної Америки. Рослина відіграла та продовжує відігравати значну роль в індіянській культурі, але за межами андійського регіону передовсім знана через уміст стимулювального наркотику кокаїну, який витягують зі свіжого листя цієї рослини.